# مویرگ
سرخرگهای کوچک به مویرَگ‌هایی (capillary)منتهی می‌شوند که کوچک‌ترین رگ‌های بدن هستند که فقط از یک لایه بافت پوششی همراه با غشای پایه درست شده‌اند. تبادل مواد بین خون و یاخته‌های بدن، در این رگ‌ها انجام می‌شود. وقتی سرخرگ وارد اندامی می‌شود، مانند ریشه گیاه شاخه شاخه می‌شود و در آخر به رگ‌های بسیار باریکی که دیواره آنها بسیار نازک است تبدیل می‌شود. به این رگ‌های کوچک مویرگ می‌گویند. مویرگ‌ها خون را بین یاخته‌ها توزیع می‌کنند؛ یعنی غذا و اکسیژن را به یاخته‌ها می‌دهند و در عوض مواد زائد و دی‌اکسید کربن را از آنها می‌گیرند. رگ‌ها می‌توانند تنگ یا گشاد شوند. به عنوان مثال عضلات هنگام کار به مواد غذایی بیشتر و اکسیژن بیشتر نیاز دارند. پس رگ‌ها گشاد می‌شوند تا خون بیشتری را به عضلات برسانند یا بالعکس.
جریان خون در مویرگ‌ها بسیار کند است. در مویرگ‌های شبکه عروقی سرعت جریان خون به حداقل می‌رسد، مویرگ‌ها رابط بین سرخرگچه‌ها و سیاهرگچه‌ها بوده و به علت گستردگی زیاد خود، دیواره نازک و جریان کند خون مناسب‌ترین جا برای مبادله مواد غذایی، اکسیژن و دی‌اکسید کربن بین خون و مایع میان بافتی می‌باشد. مبادله مواد از راه پراکندگی، گذر از منافذ دیواره مویرگ‌ها، گذر از پیوندهای بین سلولی و به‌دست وزیکول‌های پینوسیتوزی انجام می‌گیرد.
تخمین زده می‌شود که یک انسان بالغ معمولی حدود ۷ میلیارد مویرگ داشته باشد. همچنین برآورد می‌شود که هر مویرگ، به‌طور متوسط یک میلی‌متر طول دارد. قطر هر مویرگ هم حدود ۸ میکرو متر است. فاصله بیشتر یاخته‌های بدن تا مویرگ‌ها حدود ۲۰ میکرومتر است.
مویرگ‌ها به سه دسته تقسیم می‌شوند:
الف) مویرگ‌های پیوسته: در این نوع مویرگ یاخته‌های بافت پوششی با همدیگر ارتباط تنگاتنگی دارند. این نوع مویرگ‌ها در دستگاه عصبی مرکزی، شش‌ها، بافت چربی و ماهیچه‌ها یافت می‌شوند.
ب) مویرگ‌های منفذدار: منافذ فراوان در غشای سلول‌های پوششی دارند. غشای پایه در این مویرگ‌ها ضخیم است که عبور مولکول‌های درشت مثل پروتئین را محدود می‌کند. این نوع مویرگ در کلیه‌ها، غدد درون ریز و معده یافت می‌شود.
ج) مویرگ‌های ناپیوسته: فاصله یاخته‌های بافت پوششی آن‌قدر زیاد است که به صورت حفره‌هایی در دیواره مویرگ دیده می‌شود. این نوع مویرگ‌ها در کبد، طحال و مغز استخوان دیده می‌شود.

## نحوه تبادل مواد در مویرگ‌ها
توضیحاتی مختصر در زمینه ساختار مویرگ‌ها:

### ساختار
مویرگ‌ها رگ‌های خونی بسیار ظریفی هستند که سرخرگچه‌ها به آن‌ها می‌رسند. مویرگ‌ها در حدود ۱۰–۵ میکرومتر قطر دارند و فضای درونی آن‌ها برای جاگیری یک گویچه قرمز کفایت می‌کند. دیواره مویرگ متشکل از یک ردیف سلول پهن و نازک به نام آندوتلیوم، تیغه پایه و شبکه ظریفی از الیاف رتیکولر می‌باشد.
تمامی مویرگ‌ها فقط از یک لایه بافت پوششی سنگ‌فرشی تک‌لایه ساخته شده‌اند. این بافت پوششی دارای منافذی است که از طریق آن‌ها مواد شامل گازهای تنفسی، آب، مواد غذایی ساده و مولکول‌ها می‌توانند بین خون و آّب میان بافتی مبادله شوند. به‌طوری‌که در هر سانتی‌متر مربع از سطح مویرگ، چندین میلیون درز یا سوراخ ریز وجود دارد.
مویرگ‌های مغز تنها مویرگهایی هستند که هیچ منفذی در سطح خود ندارند؛ تا بدین ترتیب خیلی از موادی که در متابولیسم سلول‌های مغزی نقش ندارند و همچنین میکروب‌ها نتوانند وارد مغز شوند. (ایجاد سد خونی – مغزی برای محافظت بیشتر از مغز) توجه کنید که گلوکز و اکسیژن به راحتی می‌توانند توسط پروتئین‌های ویژه از مویرگ‌های مغزی عبور کنند و به سلول‌های مغزی بروند. بیشتر مویرگها از ابتدا توسط دریچه‌ای از جنس بافت ماهیچه‌ای صاف حلقوی به سرخرگ متصل است. این دریچه که تحت فرمان نخاع می‌باشد، دارای دو نقش می‌باشد:
1. فشار زیاد سیستولی خونی که قرار است وارد مویرگ‌ها که دارای مقاومت بسیار کمی هستند را تا حد زیادی کاهش می‌دهد تا این فشار زیاد باعث پاره شدن دیواره مویرگ‌ها نشود.
2. این دریچه خون را فقط در موقع لزوم (مواقعی که سلول‌های بدن نیاز به تبادل مواد با محیط دارند) وارد مویرگ‌ها می‌کند.

هر مویرگ از انتها نیز توسط دریچه‌ای به سیاهرگ متصل و مربوط می‌شود.

### انواع

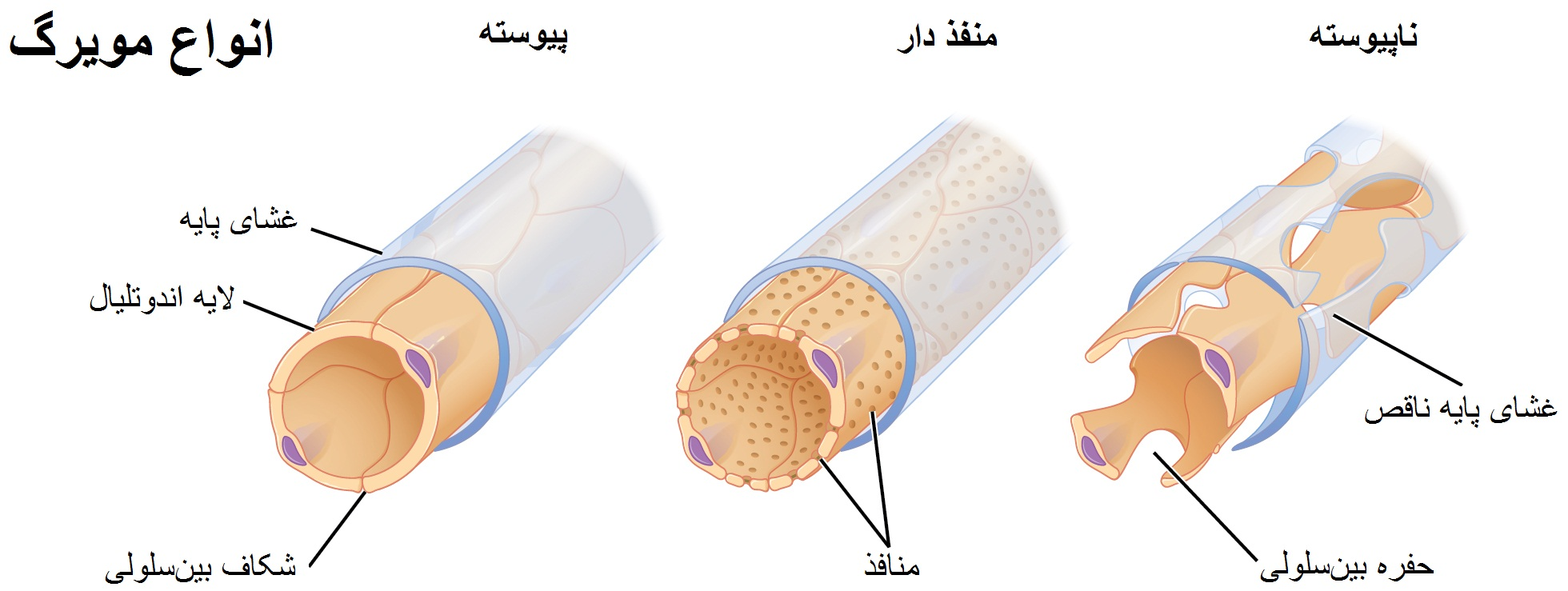
سه نوع مویرگ

انواع مویرگ‌ها بر اساس پیوستگی غلاف اندوتلیال و غشاء پایه:
1. پیوسته (Continuous) یا سوماتیک: فقدان منفذ در دیواره- موجود در تمام انواع بافت‌های عضلانی، همبند (پیوندی)، غدد برون ریز و دستگاه عصبی و در شش‌ها و در بافت چربی یافت می‌شود.
2. منفذدار (Fenestrated) یا احشایی: با حضور روزنه‌های خلال سلولی حلقوی متعدد در غشاء اندوتلیوم که توسط غشاء سلول محدود می‌شود. لایه قاعده‌ای پیوسته است. در گلومرول کلیه و غدد درون ریز و روده دیده می‌شود.

- ۳- جیب‌مانند (Sinusoidal) یا ناپیوسته: مویرگهایی بسیار وسیع (تا ۴۰ میکرومتر) و دارای شکل نامنظم می‌باشند که سلول‌های آندوتلیال پوشاننده آن‌ها دارای منافذ بدون دیافراگم و تیغه پایه آن‌ها غیر ممتد است. علاوه بر این، وجود فضاهای بزرگ بین سلول‌های آندوتلیال باعث می‌شود که نه تنها پلاسما بلکه سلول‌های خونی نیز از آن فضاها به بیرون راه یابند که این فضاها گاهی به وسیلهٔ ماکروفاژها اشغال می‌شوند، سینوزوئیدها در کبد، مغز استخوان و طحال دیده می‌شوند. این مویرگ‌ها مسیر پر پیچ و خم زیادی دارند که باعث کندی جریان خون می‌شود. سلول‌های اندوتلیال لایه‌ای ناپیوسته می‌سازد که با فضاهای عریضی از هم جدا شده‌اند. دیافراگم ندارند. لایه قاعده‌ای ناپیوسته دارند. در کبد و اعضاء خون‌ساز مثل مغز استخوان و طحال وجود دارد.

### نحوه تبادل مواد
به‌طور کلی در هنگام تبادل مواد بین مویرگ و مایع میان سلولی، با ۴ فشار مواجه هستیم:
1. فشار اسمزی خون: تمایل مویرگ به جذب پلاسما از مایع میان سلولی
2. فشار اسمزی مایع میان سلولی: تمایل مایع میان سلولی به جذب پلاسما از خون داخل مویرگ
3. فشار تراوشی خون: تمایل خون برای عبور از جداره مویرگ‌ها به سمت مایع میان سلولی
4. فشار تراوشی مایع میان سلولی: تمایل مایع میان سلولی برای ورود به خون

فشار تراوشی خون + فشار اسمزی مایع میان سلولی: عامل ورود پلاسما از خون به مایع میان سلولی
فشار اسمزی خون + فشار تراوشی مایع میان سلولی: عامل ورود پلاسما از مایع میان سلولی به خون
- افزایش فیلتراسیون مواد به فضای خارج سلولی باعث ادم خارج سلولی می‌شود.

### پدیده وازوموشن (Vasomotion)
حرکت منقطع خون درون مویرگ‌های بافتی ناشی از پدیده وازوموشن (Vasomotion) است. جریان خون درون مویرگی در بسیاری از بافت‌ها مداوم نیست بلکه هر چند ثانیه روشن و خاموش می‌شود. علت این متناوب بودن جریان خون مویرگی، انقباض متاآرتریول‌ها و اسفنگترهای پیش مویرگی است که آن هم به‌طور عمده ناشی از کمبود اکسیژن و فراورده‌های زائد متابولیسمی می‌باشند. هنگامی که غلظت اکسیژن بافت کاهش یابد (به علت افزایش مصرف اکسیژن)، دوره و مدت جریان خون بیشتر می‌شود.

### در ابتدای مویرگ
فشار تراوشی خون P۱ › فشار تراوشی مایع میان سلولی P۲: چون فشار تراوشی خون برابر فشار سیستولی است که علی‌رغم سرکوب شدن توسط دریچه ابتدای مویرگ کماکان خیلی بالاست!
فشار اسمزی خون O۱ ‹ فشار اسمزی مایع میان سلولی O۲: چون غلظت پلاسمای خون بسیار بیشتر از غلظت پلاسمای مایع میان بافتی است (مایع میان بافتی طی مبادله قبلی همه پلاسمای خود را به مویرگ و لنف برگردانده است) در نتیجه این شیب غلظت است که سبب انتقال پلاسمای خون می‌شود.

## به‌طور کلی در ابتدای مویرگ
دقیقاً عکس این تجزیه تحلیل در انتهای مویرگ صادق است؛ یعنی در انتهای مویرگ، غلظت پلاسمای خون از مایع میان سلولی کمتراست، پس فشار اسمزی خون زیاد می‌شود و سبب انتقال پلاسما در جهت شیب غلظت به داخل رگ می‌شود. از سویی فشار تراوشی (سیستولی) خون نیز تا حد زیادی کاهش یافته است! چون خون مقدار زیادی از پلاسمای خودش را از دست داده و در عوض مایع میان سلولی دارای فشار تراوشی زیاد است، چون پر است از پلاسما! پس خون داخل رگ می‌شود! (۹۰٪ از پلاسمای مایع میان سلولی وارد مویرگ و ۱۰٪ باقی‌مانده وارد رگ لنفی حاضر در محل می‌شود)
تمایل به خروج آب در سمت سرخرگی مویرگ › تمایل به ورود پلاسما در سمت سیاهرگی مویرگ
چون در سمت سیاهرگ (۹۰٪) از پلاسمایی که در سمت سرخرگی وارد مایع میان سلولی شده است، به مویرگ می‌ریزد!

## سیستم‌های پورتی رگ‌ها
اصولاً شبکه مویرگی حاصل از انشعابات آرتریول‌های انتهایی به ورید چه منتهی می‌شوند. باوجود این در اعضا معینی مانند کبد، هیپوفیز و کلیه (غیر پستانداران)، ورید چه دریافت‌کننده شبکه مویرگی مجدداً منشعب شده و دومین شبکه مویرگی را به وجود می‌آورند. در این سیستم‌ها، وجود دو شبکه مویرگی متوالی، شرایط را فراهم می‌کند که مواد برداشت شده در شبکه اول به سادگی در شبکه دوم بین خون و مایعات بافتی مبادله می‌گردد.